# Тереничі
Тереничі (біл. Цярэнічы) — агромістечко, центр у Тереницькій сільській раді Гомельського району Гомельської області Республіки Білорусь.

## Географія

### Розташування
31 км на південний захід від Гомеля. За 18 км від залізничної станції Уза.

## Гідрографія
На південному заході річка Біличанка (притока річки Уза). На півночі канал пов'язаний з річкою Хочамля, що є притокою Узи.

## Транспортна мережа
Автодорога Жлобин — Гомель. В агромістечку 209 житлових будинків (2004). Планування складається з трохи вигнутої вулиці, зі спрямованістю з південного сходу на північний захід, до неї примикають з півночі 2 вулиці. Забудова двостороння, будинки переважно дерев'яні, садибного типу.

## Вулиці
- 1 Травня
- Леніна
- Перемоги
- Свободи
- Радянська
- Ювілейна
- Ілліча

## Історія

### Велике князівство Литовське
Згідно з письмовими джерелами, поселення відоме з XVI століття у Речицькому повіті Мінського воєводства Великого князівства Литовського. У 1503, 1525—1527 роках згадується в джерелах конфлікту між Великим князівством Литовським і Московським князівством. У 1640-ті роки згідно з інвентарем Гомельського староства село з 2 димами, 2 службами. Дві пустелі: Лисковська та Підихтовська. Також в актах Литовського трибуналу згадано у 1752 році.

### Російська імперія
Після першого поділу Речі Посполитої (1772) у складі Російської імперії. У 1861 році у господаря маєтку був вітряк. У 1884 році працювали хлібний магазин та народне училище. З 1885 діяла церква. У 1897 році в однойменному фольварку були вітряк і церква. У 1908 році в Телуській волості Гомельського повіту Могильовської губернії.

### СРСР
1926 року діяли поштове відділення, школа, лікувальний пункт. З 8 грудня 1926 року центр Тереницької сільради Уваровицького, з 17 квітня 1962 року Гомельського районів Гомельського округу, з 20 лютого 1938 року Гомельської області. У 1930 році організовано колгосп «1 Травня». Працювали 2 водяні млини, 2 кузні. Під час німецько-радянської війни на фронтах загинули 202 мешканці сіл колгоспу «1 Травня». На згадку про загиблих встановлено пам'ятник. 1959 року центр колгоспу «1 Травня». Розміщуються 9-річна школа, Будинок культури, бібліотека, комплексний приймальний пункт, амбулаторія, дитячий садок, відділення зв'язку, лазня, магазин.

## Населення

### Чисельність
- 2009 — 463 мешканці.